# Slag bij Sarmizegetusa

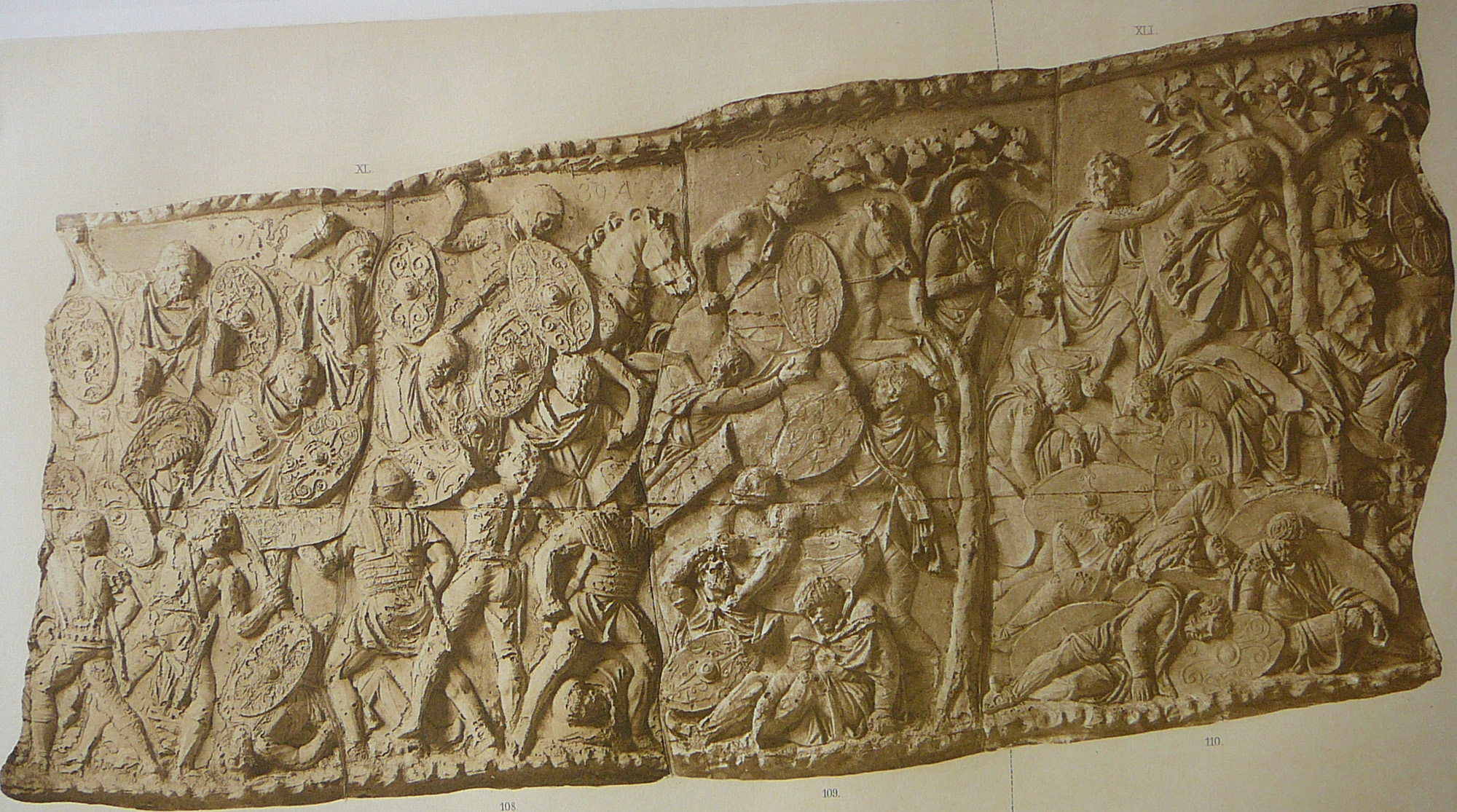
Confrontatie tussen de Romeinen en Daciërs afgebeeld op de Zuil van Trajanus

De Slag bij Sarmizegetusa vond plaats in het jaar 106, waarbij het Romeinse leger de hoofdstad van de Daciërs, Sarmizegetusa Regia, innam. De slag markeert het einde van de Dacische Oorlogen. Dacië werd een Romeinse provincie.

## Achtergrond
Na een eerste oorlog (101-102) waren aan de Dacische koning Decebalus zware sancties opgelegd. Na verloop van tijd vonden de Romeinen dat deze werden geschonden en ze zagen hierin een motief voor een tweede oorlog. Officieel vormden de Daciërs een bedreiging voor het Romeinse Rijk, maar eigenlijk had keizer Trajanus interesse in de goudmijnen van Transsylvanië.

## Beleg
Aan het begin van de zomer van 106, viel Trajanus het land binnen met de legioenen Legio II Adiutrix en Legio IV Flavia Felix en een detachement (vexillatio) van Legio VI Ferrata, en marcheerde richting de hoofdstad Sarmizegetusa. De Romeinen omsingelden de stad en vernietigden de waterleidingen. Na verloop van tijd gaven de Daciërs zich over en de stad werd in brand gestoken. Koning Decebalus kon vluchten, maar pleegde later zelfmoord. Een vertrouweling van de Dacische koning, Bicilis, leidde de Romeinen naar de schat van Decebalus, die zich bevond in de bedding van de rivier Sargesia/Sargetia - een fortuin dat door Jérôme Carcopino  op 165.500 kg goud en 331.000 kg zilver werd geschat.

## Vervolg
Dacië werd formeel geannexeerd en de rijke mijnen werden veilig gesteld. De mijnen vormden een nuttige financiële bron voor komende veldtochten van Rome en hielpen met de snelle expansie van Romeinse steden in Europa. De meeste inwoners van Dacië werden tot slavernij gedwongen of gedood, om opstanden te voorkomen. Honderdduizend mannelijke slaven werden naar Rome gestuurd. Om opstanden te ontmoedigen werden de legioenen Legio XIII Gemina en Legio V Macedonica permanent in Dacia gelegerd. Hun veteranen kregen er land en trouwden met Dacische vrouwen. Dit leidde tot de groei van het Latijn als spreektaal, en uiteindelijk tot het ontstaan van het Roemeens. Het zuidelijk deel van Dacië werd in het Romeinse Rijk opgenomen. Het noordelijk deel bleef vrij maar werd geen staat.